# Lefèvre Utile

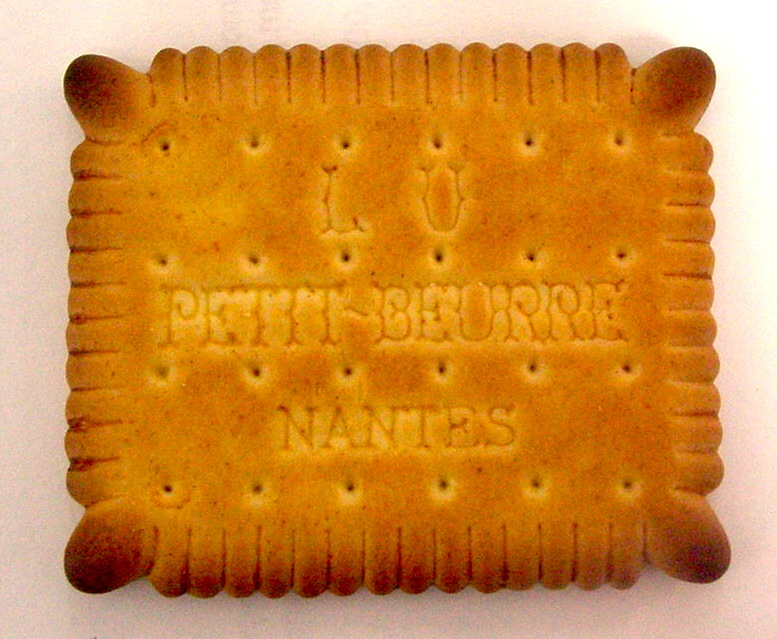
Ett kex från Lefèvre Utile

Lefèvre Utile, oftast förkortat LU, är ett franskt företag grundat 1846 som tillverkar olika former av kex. Lefèvre Utile (LU) ingick tidigare i den franska Danone-koncernen, men köptes 2007 av Mondelēz International.
Lefèvre Utile tillverkar bland annat den populära kakan Digestive, samt har en egen serie med kakor till kaffet, Café au LU.